# Wochenzeitung
Eine Wochenzeitung ist eine Zeitung, die regelmäßig im Abstand von sieben Tagen erscheint. Wochenzeitungen stehen zwischen Tageszeitungen und anderen Periodika, die als Publikationen mit gewisser Regelmäßigkeit in entweder längeren oder auch ungleichen zeitlichen Abständen erscheinen. Das Erscheinungsbild einer Wochenzeitung ist dem einer Tageszeitung sehr ähnlich.

## Geschichte

Titelblatt der Erstausgabe des Aviso, Relation oder Zeitung vom 15. Januar 1609

Die ersten nachweisbaren Wochenzeitungen im deutschsprachigen Raum waren die Relation und der Aviso, die Anfang des 17. Jahrhunderts erschienen: Die Relation erschien wahrscheinlich ab 1605 in Straßburg und der Aviso ab Januar 1609 in Wolfenbüttel.
Die Entstehung dieser Zeitungen lag damals geradezu „in der Luft“: Johannes Gutenberg hatte den Druck mit beweglichen Lettern erfunden, quer durch Europa gab es Systeme regelmäßiger Postübermittlung und damit die Möglichkeit, sich von Korrespondenten und gewerblichen Nachrichtensystemen beliefern zu lassen.
Das alles gab es nicht erst 1605, sondern auch schon in den Jahren davor. Dass das Erscheinen von Wochenzeitungen trotzdem aus heutiger Sicht einen Einschnitt markiert, liegt nach Thomas Schröder daran, dass sie vier sie kennzeichnende Merkmale vereinen:
- Periodizität durch regelmäßiges Erscheinen
- Aktualität im Gegensatz zu den unregelmäßig erschienenen Flugblättern, Flugschriften, Messrelationen und anderen Publikationen
- Universalität als inhaltliche Vielfalt
- Publizität mit größerer Reichweite, die sie – anders als zum Beispiel das frühe System der Kaufmannsbriefe – als wöchentlich erscheinende Zeitungen anstreben.

Während man allerdings heute das „Geburtsjahr der Zeitung“ gebührend feiert, entstand der Typ der Wochenzeitung 1605 weitgehend lautlos; die Zeitgenossen haben sie nicht als Sensation empfunden.
Der Aviso und die Relation kamen in politisch unruhigen Zeiten auf den Markt: Der Augsburger Religionsfriede verdeckte nur mühsam die Konflikte zwischen Protestanten und Katholiken, der Dreißigjährige Krieg stand – rückblickend betrachtet – vor der Tür. Somit war das Bedürfnis nach Informationen groß.
Von der Sprache abgesehen, wirken der Aviso und die Relation heute ausgesprochen modern. Zunächst einmal wäre zu nennen, dass beide einen beeindruckenden Anteil an Auslandsberichterstattung enthielten (Aviso 31 % des Wortanteils, die Relation 41 % des Wortanteils). In der europäischen Berichterstattung spielten in beiden Zeitungen die Niederlande und Italien die größte Rolle: Die Niederlande wegen der Auseinandersetzungen zwischen dem calvinistischen Norden und dem zu Spanien gehörenden Südniederlande (1609 Waffenstillstand); Italien insbesondere wegen der Neuigkeiten aus dem Vatikan.
Regional konzentrierten sich beide Zeitungen, wenn es um Nachrichten aus dem Reichsinneren ging, auf zwei Regionen, die zum habsburgischen Machtbereich gehören: Böhmen (das heute ein Teil von Tschechien ist) und Österreich. Dies lag an einem innenpolitischen Großereignis: dem Bruderzwist zwischen dem Kaiser des Heiligen Römischen Reiches, Rudolf II., und Matthias, der ihm 1608 die Herrschaft über Österreich abgerungen hatte (drei Jahre später nahm er ihm auch noch Böhmen ab). Rudolf II. und Matthias waren beide Habsburger und damit Mitglieder des dominierenden Adelsgeschlechts in Europa; der Bruderzwist war also ein Thema von allgemeinem Interesse.
Themen aus den Feldern Politik und Militär nahmen in beiden Zeitungen den größten Raum ein (etwa zwei Drittel), ansonsten wurde über Handel, Hof, Kirche und Alltag berichtet.
Anders als heute wurde überwiegend über Könige und Fürsten berichtet; danach folgten Reportagen und Berichte über Soldaten, das Leben und die Ereignisse der bürgerlichen Schicht wurden nur am Rande behandelt.

## Merkmale moderner Wochenzeitungen
Durch die wöchentliche Erscheinungsweise bieten sie die Möglichkeit, Themen – abseits der Hektik tagesaktueller Berichterstattung – ausführlicher zu behandeln, als dies zum Beispiel bei Tageszeitungen üblich ist. Eine Wochenzeitung hat denselben Aufbau wie eine Tageszeitung und es werden in ihr auch die gleichen Themengebiete behandelt. Leser können sich hier umfassender über Themen und Ereignisse informieren, hier werden Details und Hintergründe ebenso wie die großen Zusammenhänge dargestellt. Auch Themen und Probleme der Vergangenheit werden hier immer wieder aufgegriffen und behandelt. Zusätzlich werden vermehrt wissenschaftliche und populärwissenschaftliche Themen angesprochen.
Oft werden auch verschiedene Meinungen zu einem politischen Thema in einer Publikation veröffentlicht, ein Pro- und ein Contra-Artikel.
Wochenzeitungen orientieren sich stärker an einer längerfristigen Meinungsentwicklung und weisen in der Regel ein umfassenderes Meinungsspektrum auf als Tageszeitungen, ohne dadurch ihr Meinungsprofil zu verlieren. Typische Textformen sind hier der Kommentar, die Analyse, die Reportage, die Glosse und Rezensionen im kulturellen Teil.
Wochenzeitungen haben eine hohe Leser-Blatt-Bindung.

## Wochenzeitungen in Deutschland heute
Es gibt sowohl überregionale und regionale Wochenzeitungen, als auch regionale und lokale Wochenblätter (circa 80 Titel), die jedoch oft sehr niedrige Auflagenzahlen haben. Laut des Bundesverbandes der Zeitungsverleger hatten im Jahr 2006 28 erscheinende Wochenzeitungen eine Auflage von 2,08 Millionen Exemplaren, 2016 20 erscheinende Wochenzeitungen eine Auflage von 1,7 Millionen.
Nach der Einstellung von Woche und des Nachfolgeblattes Wochenpost (jeweils 2002) sowie des Rheinischen Merkur (2010) gibt es in Deutschland noch folgende überregionale Wochenzeitungen:
| Wochenzeitung (Abkürzung)        | Ort des Verlages          | Ausrichtung                                |
| -------------------------------- | ------------------------- | ------------------------------------------ |
| Bayerische Staatszeitung         | München                   | staatlich                                  |
| Das Parlament                    | Frankfurt am Main         | staatlich                                  |
| der Freitag                      | Berlin                    | linksliberal                               |
| Die Tagespost                    | Würzburg                  | katholisch                                 |
| Die Zeit                         | Hamburg                   | liberal                                    |
| Epoch Times                      | Berlin                    | rechtspopulistisch bis rechtsextremistisch |
| Jüdische Allgemeine              | Berlin                    | jüdisch, liberal                           |
| Junge Freiheit                   | Berlin                    | neurechts                                  |
| Jungle World                     | Berlin                    | links                                      |
| MK-Deutschland                   | Moskau, Frankfurt am Main | russischsprachig                           |
| Preußische Allgemeine Zeitung    | Hamburg                   | rechtskonservativ                          |
| Sonntagsblatt                    | München                   | protestantisch                             |
| Staatsanzeiger Baden-Württemberg | Stuttgart                 | staatlich                                  |
| Unsere Zeit – Zeitung der DKP    | Essen                     | sozialistisch                              |
| VDI nachrichten                  | Düsseldorf                | Branchenzeitung für Ingenieure             |

Als überregionale Sonntagszeitungen erscheinen die Bild am Sonntag, die Welt am Sonntag sowie die Frankfurter Allgemeine Sonntagszeitung.
Darüber hinaus gibt es regional erscheinende Wochenzeitungen, die zum Teil von Tageszeitungen als siebte Ausgabe genutzt werden (z. B. ehemals die Sonntag Aktuell im süddeutschen Raum), sowie eine Vielzahl kostenlos verteilter Anzeigenblätter mit lokaler Berichterstattung.
Die Borbecker Nachrichten, eine in Essen erscheinende lokale Wochenzeitung mit einer verkauften Auflage von ehedem bis zu 23.000 Exemplaren, stellten ihr Erscheinen zum 31. August 2018 ein. Ihre Auflage war nach dem Verkauf der Wochenzeitung an die Funke-Mediengruppe im Jahr 2000 auf zuletzt rund verkaufte 2.400 Exemplare zurückgegangen.
Einige Bistümer unterhalten ebenfalls Wochenzeitungen, die zumeist Kirchenzeitung, Bistumszeitung oder Bistumsblatt genannt werden. Eine der ältesten konfessionellen Zeitungen in Deutschland ist die 1848 gegründete Wochenzeitung der Pilger des Bistums Speyer. Die auflagenstärkste deutsche Kirchenzeitung ist Kirche+Leben des Bistums Münster. Alle Bistumsblätter haben in den letzten Jahrzehnten einen starken Auflagenrückgang zu verzeichnen, einige Titel wurden eingestellt oder schlossen sich mit anderen Blättern zusammen.
Bistumsunabhängig, aber mit kirchlichem Schwerpunkt, erscheint wöchentlich in Würzburg Die Tagespost.

## Wochenzeitungen in anderen Ländern
In der Schweiz erscheinen Die Wochenzeitung (WOZ), Die Weltwoche, die SonntagsZeitung, die NZZ am Sonntag, Schweiz am Sonntag, der SonntagsBlick und weitere. Siehe Liste von Schweizer Zeitungen.
Österreichische Wochenzeitungen sind vor allem der linksliberale Falter, die liberal-katholische Furche und die rechtskonservative Zur Zeit. Siehe Liste österreichischer Zeitungen und Zeitschriften.
Die nördlichste Zeitung der Welt ist auch eine Wochenzeitung: Svalbardposten aus Spitzbergen.